# Världsmästerskapen i judo
Världsmästerskapen i judo  anordnades för första gången 1956 och är tillsammans med den olympiska tävlingen en av de större internationella judotävlingarna.

## Tävlingar

### Herrar
| År   | Datum           | Ort och land                                         | Arena                           | # Nationer | # Aktiva  |
| ---- | --------------- | ---------------------------------------------------- | ------------------------------- | ---------- | --------- |
| 1956 | 3 maj           | Tokyo, Japan                                         | Kuramae Kokugikan               | 21         | 31        |
| 1958 | 30 november     | Tokyo, Japan                                         | Tokyo Metropolitan Gymnasium    | 18         | 39        |
| 1961 | 2 december      | Paris, Frankrike                                     | Stade Pierre de Coubertin       | 25         | 57        |
| 1965 | 14–17 oktober   | Rio de Janeiro, Rio de Janeiro, Brasilien            |                                 | 28         | 150       |
| 1967 | 9–11 augusti    | Salt Lake City, Utah, USA                            | Utahuniversitetets gymnastiksal | 29         | 129       |
| 1969 | 23–25 oktober   | Mexico City, Mexiko                                  |                                 | 36         | 250       |
| 1971 | 2–4 september   | Ludwigshafen am Rhein, Rheinland-Pfalz, Västtyskland | Friedrich-Ebert-Halle           | 49         |           |
| 1973 | 22–24 juni      | Lausanne, Vaud, Schweiz                              |                                 | 42         |           |
| 1975 | 23–25 oktober   | Wien, Österrike                                      |                                 | 42         |           |
| 1977 | Inställt        |                                                      |                                 |            |           |
| 1979 | 6–9 december    | Paris, Frankrike                                     | Stade Pierre de Coubertin       | 60         | cirka 240 |
| 1981 | 3–6 september   | Maastricht, Nederländerna                            | Euro Hall                       | 54         | 250       |
| 1983 | 13–16 oktober   | Moskva, Ryska SFSR, Sovjet                           | Luzjnikis sportpalats           | 41         |           |
| 1985 | 26–29 september | Seoul, Sydkorea                                      | Jamsil Arena                    | 37         |           |

### Damer
| År   | Datum          | Ort och land              | Arena                     | # Nationer | # Aktiva  |
| ---- | -------------- | ------------------------- | ------------------------- | ---------- | --------- |
| 1980 | 29–30 november | New York, New York, USA   | Madison Square Garden     | 27         | 135       |
| 1982 | 4–5 december   | Paris, Frankrike          | Stade Pierre de Coubertin | 35         | 174       |
| 1984 | 10–11 november | Wien, Österrike           |                           | 33         | cirka 180 |
| 1986 | 24–26 oktober  | Maastricht, Nederländerna | Geusselts sporthall       | 35         | 162       |

### Gemensamma tävlingar
| År   | Datum                    | Ort och land                              | Arena                              | # Nationer | # Aktiva |
| ---- | ------------------------ | ----------------------------------------- | ---------------------------------- | ---------- | -------- |
| 1987 | 19–22 november           | Essen, Nordrhein-Westfalen, Tyskland      | Grugahalle                         | 65         |          |
| 1989 | 10–15 oktober            | Belgrad, SR Serbien , Jugoslavien         | Pionir Hall                        | 61         |          |
| 1991 | 25–28 juli               | Barcelona, Spanien                        | Palau Blaugrana                    | 57         | 487      |
| 1993 | 30 september – 3 oktober | Hamilton, Ontario, Kanada                 | Copps Coliseum                     | 78         |          |
| 1995 | 28 september – 1 oktober | Chiba, Japan                              | Makuhari Messe                     | 100        | 625      |
| 1997 | 9–12 oktober             | Paris, Frankrike                          | Palais Omnisports de Paris-Bercy   | 92         | 531      |
| 1999 | 7–10 oktober             | Birmingham, England, Storbritannien       | National Indoor Arena              | 87         | 572      |
| 2001 | 26–29 juli               | München, Bayern, Tyskland                 | Olympiahalle                       | 88         | 554      |
| 2003 | 11–14 september          | Osaka, Japan                              | Osaka-jō Hall                      | 97         | 671      |
| 2005 | 8–11 september           | Kairo, Egypten                            | Cairo Stadium Indoor Halls Complex | 93         | 544      |
| 2007 | 13–16 september          | Rio de Janeiro, Rio de Janeiro, Brasilien | HSBC Arena                         | 138        | 748      |
| 2009 | 27–30 augusti            | Rotterdam, Nederländerna                  | Ahoy Rotterdam                     | 100        | 543      |
| 2010 | 9–13 september           | Tokyo, Japan                              | Yoyogi National Gymnasium          | 111        | 847      |
| 2011 | 23–28 augusti            | Paris, Frankrike                          | Palais Omnisports de Paris-Bercy   | 132        | 871      |
| 2013 | 26 augusti – 1 september | Rio de Janeiro, Rio de Janeiro, Brasilien | Maracanãzinho                      | 123        | 673      |
| 2014 | 25–31 augusti            | Tjeljabinsk, Ryssland                     | Traktor Arena                      | 110        | 637      |
| 2015 | 24-30 augusti            | Astana, Kazakstan                         | Baluan Sholak Sport Palace         | 120        | 723      |
| 2017 | 28 augusti - 3 september | Budapest, Ungern                          | Papp László Budapest Sportaréna    | 126        | 728      |
| 2018 | 20 - 27 september        | Baku, Azerbajdzjan                        | Milli Gimnastika Arenası           | 124        | 755      |
| 2019 | 25 – 31 augusti          | Tokyo, Japan                              | Nippon Budokan                     | 143        | 828      |
| 2021 | 6 – 12 juni              | Budapest, Ungern                          | Papp László Budapest Sportaréna    | 118        | 661      |
| 2022 | 6–13 oktober             | Tasjkent, Uzbekistan                      | Humo Ice Dome                      | 82         | 571      |
| 2023 | 7–14 maj                 | Doha, Qatar                               | Ali Bin Hamad al-Attiyah Arena     | 99         | 657      |
| 2024 | 19–24 maj                | Abu Dhabi, Förenade arabemiraten          | Mubadala Arena                     | 107        | 658      |
| 2025 | 13–20 juni               | Budapest, Ungern                          | Papp László Budapest Sportaréna    | 93         | 556      |

### Öppen klass
| År   | Datum          | Ort och land                | Arena                           | # Nationer | # Aktiva |
| ---- | -------------- | --------------------------- | ------------------------------- | ---------- | -------- |
| 2008 | 20–21 december | Levallois-Perret, Frankrike | Palais des sports Marcel-Cerdan | 18         | 51       |
| 2009 | Inställt       |                             |                                 |            |          |
| 2011 | 29–30 oktober  | Tiumen, Ryssland            | Judocentret                     | 21         | 40       |
| 2017 | 11–12 november | Marrakech, Marocko          | Palais des Congrès              | 28         | 58       |

### Fotnoter
1. ↑  ”World Judo Championships” (på engelska). GBR Athletics. http://www.gbrathletics.com/sport/judo.htm. Läst 31 mars 2014.
2. ↑  World Championships Seniors 2015. International Judo Federation. Läst 1 december 2017.
3. ↑  World Senior Championship 2017. International Judo Federation. Läst 1 december 2017.
4. ↑  World Championships Seniors and Teams Baku 2018. International Judo Federation. Läst 1 december 2017.
5. 1 2  Rowbottom, Mike. (24 oktober 2018). Signing at IJF HQ confirms Qatar as hosts of 2023 World Judo Championships. insidethegames.biz. Läst 25 februari 2019.
6. ↑  (11 november 2017). Judo World Championships 2017 kicks off in Morocco. Xinhua. Läst 1 december 2017.